# Томос о црквеној аутономији Православне охридске архиепископије
Томос о црквеној аутономији Православне охридске архиепископије је томос (црквени акт) од 24. маја 2005. године, којим је Српска православна црква (СПЦ) уредила канонско-правни статус Православне охридске архиепископије (ПОА) као аутономне помесне цркве под омофором СПЦ. Тоомос је разматран на редовном заседању Светог архијерејског сабора СПЦ, које је било одржано од 15. до 26. маја 2005. године у Београду, а усвојен је и објављен 24. маја, од стране Светог архијерејског сабора СПЦ, са потписом тадашњег српског патријарха Павла.
Тим актом, који је био разматран, усвојен и објављен на самом саборском заседању, Православна охридска архиепископија је добила пуну црквену аутономију, под омофором Српске православне цркве. Томосом је прописано да ће се на челу те аутономне цркве налазити Свети архијерејски синод ПОА, под председништвом архиепископа охридског и митрополита скопског. Истога дана (24. маја) тадашњем охридском архиепископу и скопском митрополиту Јовану (Вранишкоском) била је издата и одговарајућа патријархова потврда о избору на поменуту дужност.
Разна питања која се односе на примену и прихватање овог томоса разматрана су и током наредних година. Приликом посете Цариграду, делегација СПЦ је почетком 2008. године званично представила и уручила примерак овог томоса поглавару Цариградке патријаршије.
Током редовног заседања Светог архијерејског сабора СПЦ, које је одржано од 15. до 20. маја 2022. године у Београду, разматрана су питања која се односе на превазилажење црквеног раскола у Северној Македонији. Тим поводом је у јавности постављено питање о даљем статусу ПОА, будући да у саборском саопштењу од 23. маја и потоњем патријарховом томосу од 5. јуна није помињано укидање ПОА, нити стављање ван снаге Павловог томоса из 2005. године.
Пошто је усвојен и објављен као саборски акт, Павлов томос из 2005. године је могао бити измењен, односно допуњен или укинут само путем доношења одговарајућих саборских одлука, али ни један акт СПЦ који је објављен током 2022. и 2023. године поводом решавања црквених питања у Северној Македонији, укључујући и одлуку о давању сагласности за канонски отпуст архијереја ПОА, не садржи одредбу о укидању, осносно стављању ван снаге Павловог томоса из 2005. године.